# The Sims: Unleashed
The Sims: Unleashed (en català Els Sims: Desencadenat Animal) és la cinquena expansió que va sortir per a PC dels Sims. Aquesta expansió els Sims poden ara adoptar animals de companyia per a les seves famílies, especialment gossos i gats. Els gossos i els gats es consideren com a membres d'una família, tanmateix, els ocells, els peixos, les tortugues, i les iguanes es tracten com objectes. Els animals de companyia es poden adoptar des del centre d'adopció local. Allà, escull l'espècie de l'animal de companyia.